# Кирово-Чепецк
Кирово-Чепецк (рус. Кирово-Чепецк) град је у Русији у Кировској области. Према попису становништва из 2010. у граду је живело 80.920 становника.

## Географија
Површина града износи 53,36 km².

## Становништво
Према прелиминарним подацима са пописа, у граду је 2010. живело 80.920 становника, 9.383 (10,39%) мање него 2002.
| 1959.  | 1970.  | 1979.  | 1989.  | 2002.  | 2010.  |
| ------ | ------ | ------ | ------ | ------ | ------ |
| 28.726 | 50.994 | 71.498 | 92.382 | 90.303 | 80.921 |